# Schloss Spremberg
Das Schloss Spremberg ist ein Schloss in Spremberg im Bundesland Brandenburg.

## Das Schloss

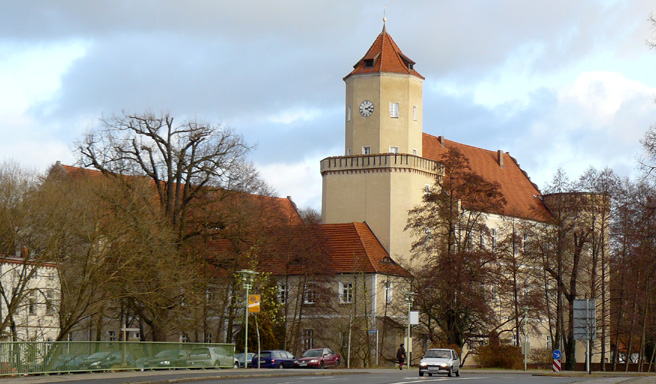
Schloss Spremberg

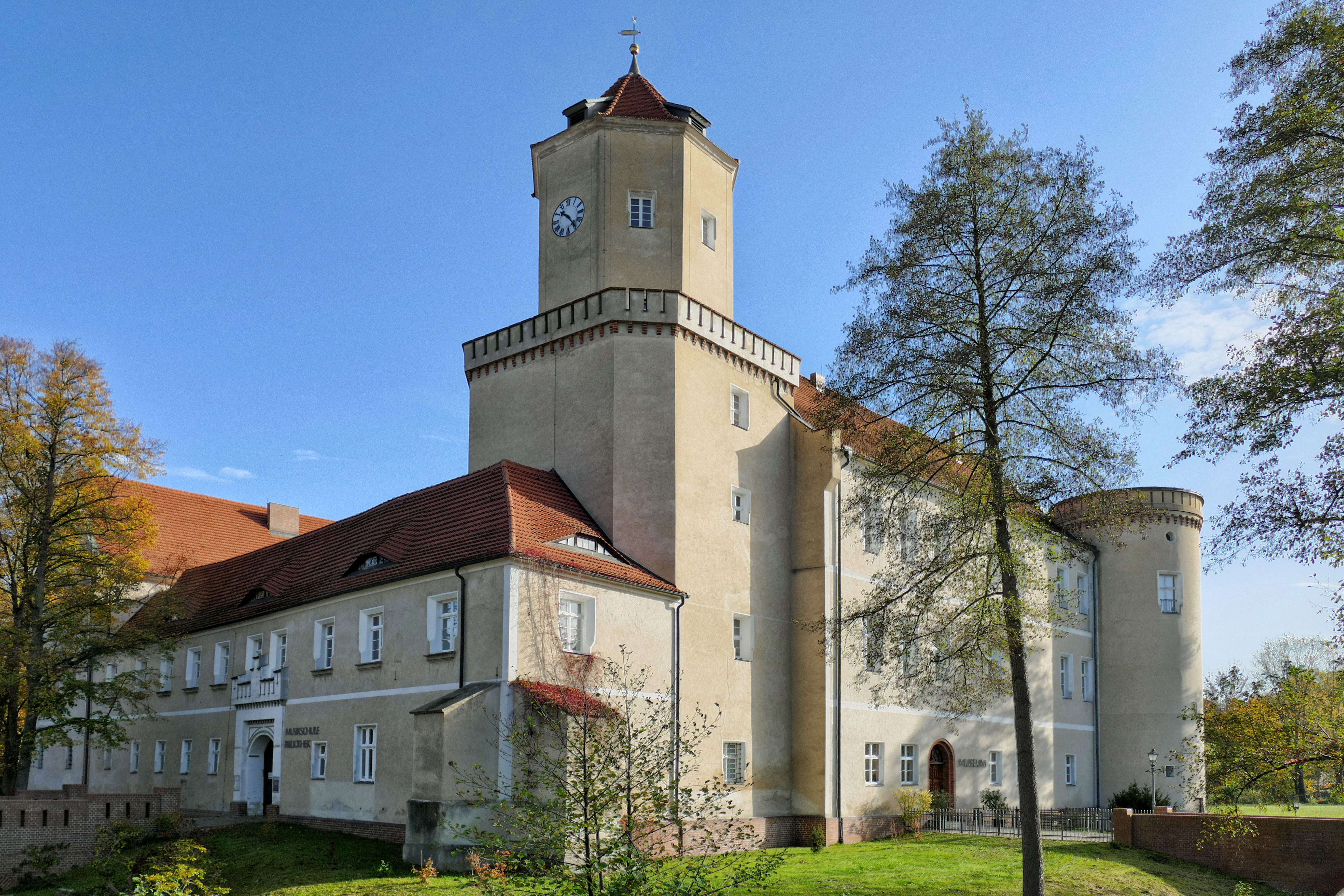
Nordwestseite 2022

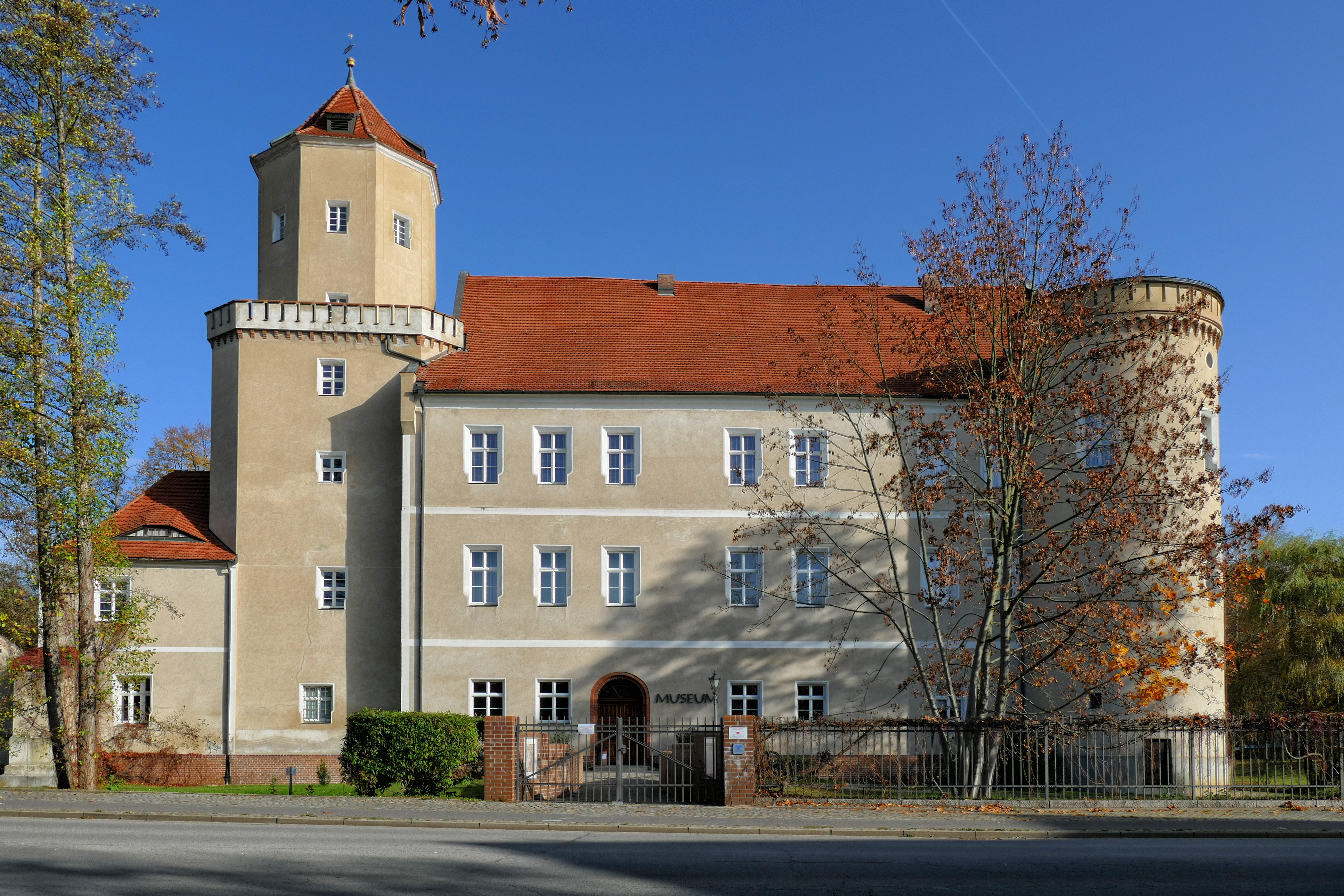
Südwestseite 2022

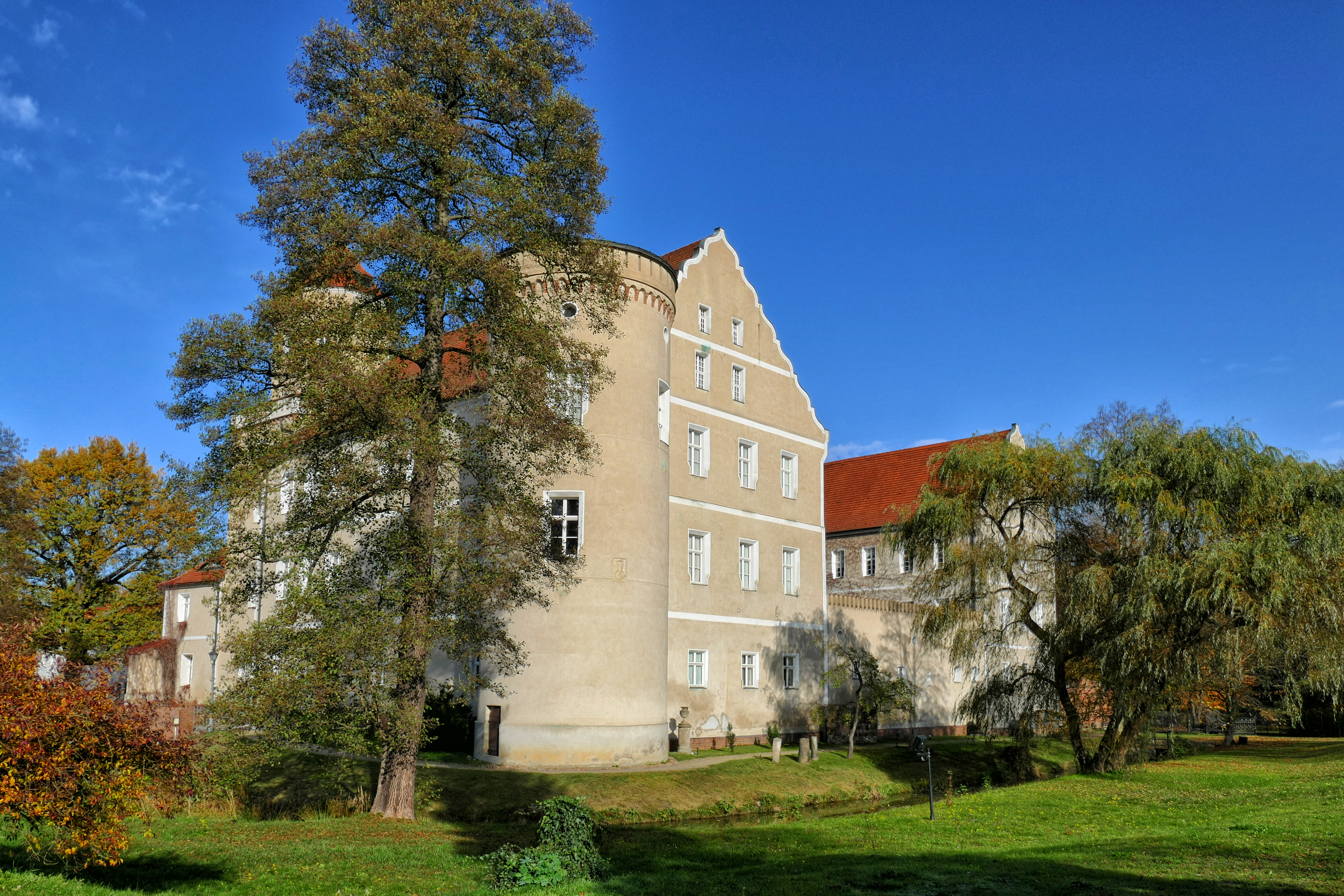
Südseite 2022

Die Baugeschichte des ältesten Bauwerks der Stadt Spremberg geht in das 11. Jahrhundert zurück. Zunächst romanische Wasserburg, wurde das Gebäude unter den Herzögen von Sachsen-Merseburg, insbesondere dem Herzog Heinrich, zu einer frühbarocken Anlage ausgebaut. Nach dem Aussterben der Merseburger Sekundogenitur und Übernahme des Schlosses in kursächsischen Besitz 1738 diente es bis 1997 Verwaltungszwecken.
Heute beherbergt das Schloss das Niederlausitzer Heidemuseum, die Musik- und Kunstschule und die Kreisbibliothek des Landkreises Spree-Neiße. Über das Jahr laufen im Museum verschiedene Ausstellungen.
In der Parkanlage beim Schloss befinden sich ein original wendischer Bauernhof und ein Lapidarium mit Einzelstücken aus dem Dörferabriss durch den Braunkohleabbau.

## Adresse
Niederlausitzer Heidemuseum
Schlossbezirk 3 in 03130 Spremberg